# Enderleinellus longiceps
Enderleinellus longiceps – gatunek wszy należący do rodziny Enderleinellidae, pasożytujący na wiewiórkowatych powoduje chorobę wszawicę.
Samiec wielkości 0,65 mm, samica 0,7 mm. Silnie spłaszczona grzbietowo-brzusznie. Samica składa jaja zwanych gnidami, które są mocowane specjalnym "cementem" u nasady włosa. Rozwój osobniczy trwa po wykluciu się z jaja około 14 dni. Występuje w Ameryce Północnej.